# アンドリュー・クロンメリン

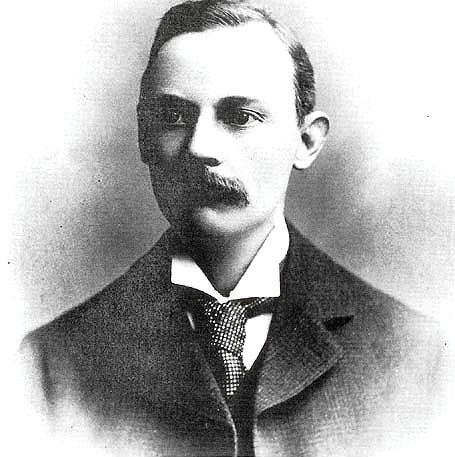
アンドリュー・クロンメリン

アンドリュー・クロード・デ・ラ・シェロイス・クロンメリン（Andrew Claude de la Cherois Crommelin、1865年2月6日 – 1939年9月20日) は、イギリスの天文学者。

## 経歴
アイルランド北部、アントリム県のCushendunでユグノーの子孫として生まれた。マルボロ・カレッジ、ケンブリッジ大学トリニティ・カレッジで学んだ。グリニッジ天文台で働き、また何度か日食観測隊に参加した。1910年ジュール・ジャンサン賞受賞。
彗星の軌道計算を行い、1929年にそれまでそれぞれフォーブズ彗星（1928 III）、コッジャ・ウィンネッケ彗星（1873 VII）、ポン彗星（1818 II）と呼ばれていた彗星が、同一の周期彗星であることを示した。そのため、この彗星はポン・コッジャ・ウインネッケ・フォーブズ彗星という名前にされたが、1948年に27P/クロンメリン彗星という名前に変更された。
月、火星のクレータや小惑星 (1899) クロンメリンに名を残す。